# Szürkebarát

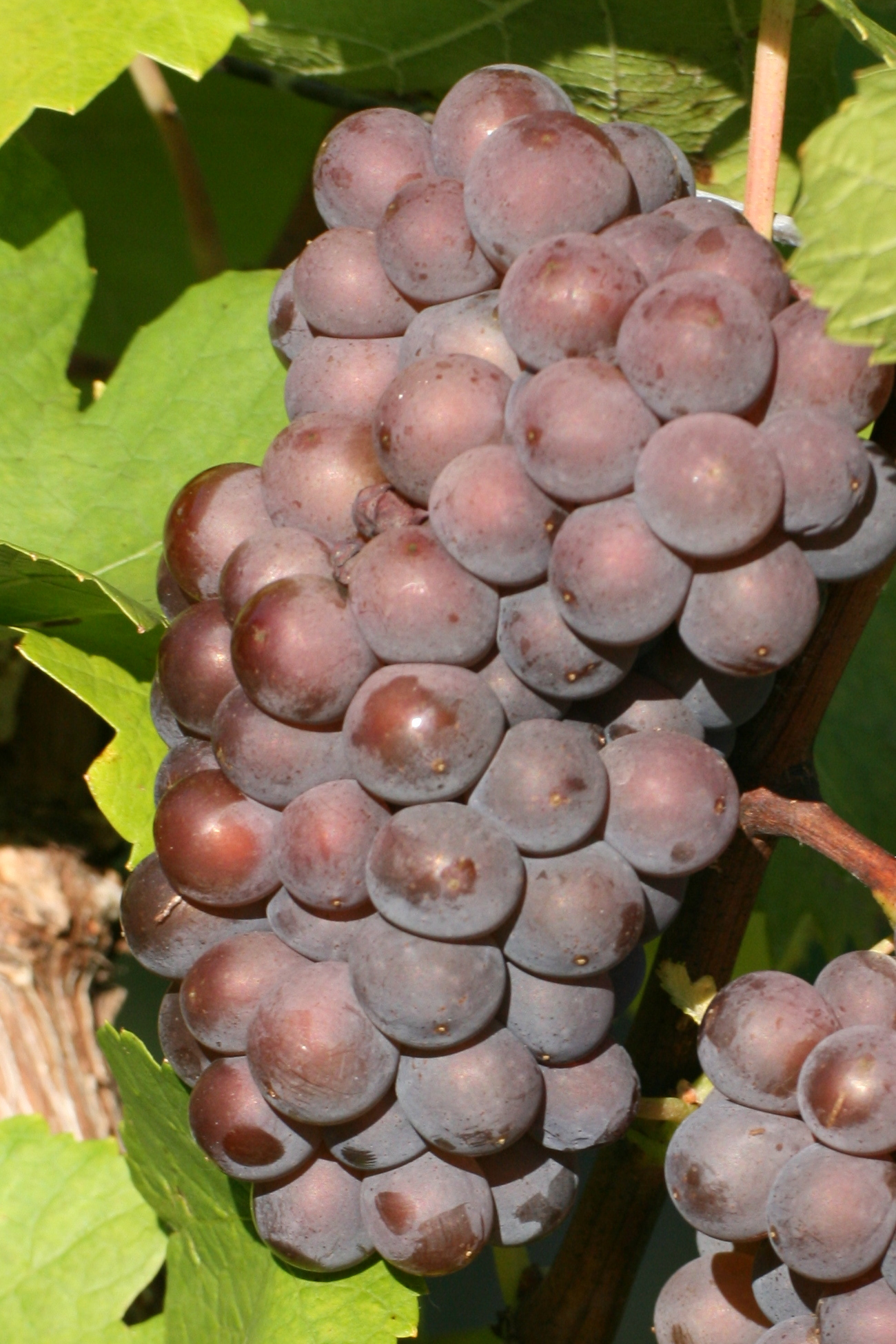
Pinot Gris vagy Ruländer

A szürkebarát (Pinot gris, Ruländer, Auvergans gris, Szürke klevner, Pinot grigio, Brauer Klevner, Burgundi szürke) franciaországi eredetű világfajta szőlő, a burgundi pinot családból, a Magyarországon kevésbé elterjedt pinot blanc és pinot noir közvetlen rokona, valószínűleg eredetileg a pinot noir egy mutáns klónja.
Burgundiában a középkorban már ismerték, innen 1300 környékén érkezett Svájcba és Magyarországra. Németországot csak a 16. század végén érte el. Ma már a legtöbb európai borteremelő országban jelen van, termesztik Kanadában, Új-Zélandon, Dél-afrikai Köztársaságban, Ausztráliában és az Amerikai Egyesült Államokban is.
Vesszője közepesen erős, vékony, lilásszürke és hamvas vesszőjű, kicsi, hengeres és nagyon tömött fürtű. (A továbbnemesítés során általában a nagyobb és kevésbé tömött fürtű töveket viszik tovább). Bora gazdag ízekben, extraktban, finom savú. Magyarországon lassan fejlődő, félédes fehérborokat készítenek belőle, de mivel szürkésfehér bogyója héja vöröses színezetű, világosabb színű rosé is készíthető belőle. Másutt inkább fiatalon isszák (kivétel a korábban elzászi tokajinak nevezett fajta). Néha készítenek belőle a nemesrothadásra építő borokat is.
A magyar nagyüzemi művelésben 17-20 fok körüli cukortartalommal szüretelik. A hagyományos, kisebb hozamú bakművelésben nem volt ritka a 20 fok feletti érték, amiből egész más minőségű, testes, vastag bor készült.
Magyarországon szeptember második felében érik, különösen a badacsonyi, mátrai és a Balaton-felvidéki borvidékeken elterjedt.

## Magyar nevének eredete

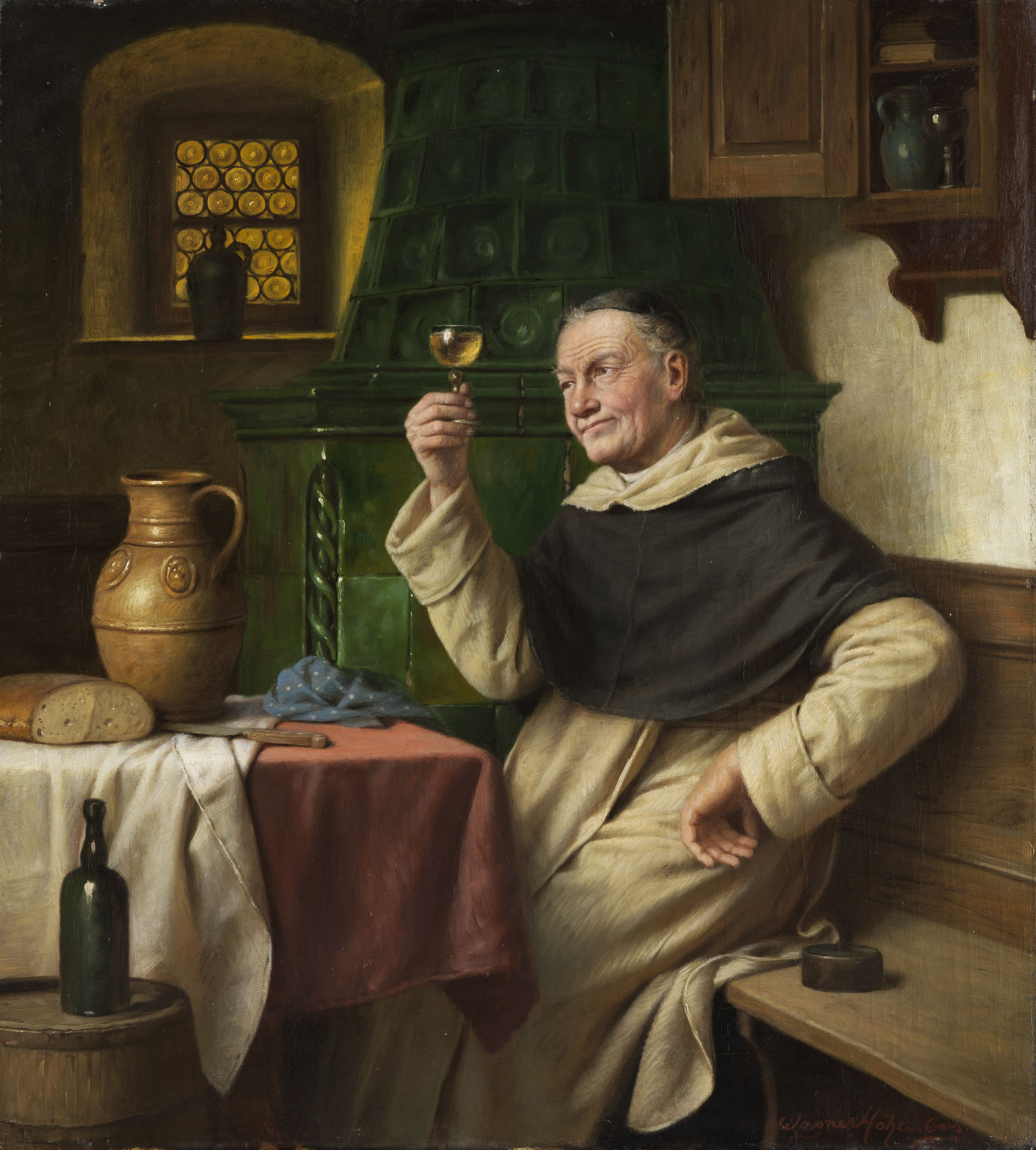
Josef Wagner-Höhenberg: Fehérbort kóstoló szürke ruhás barát

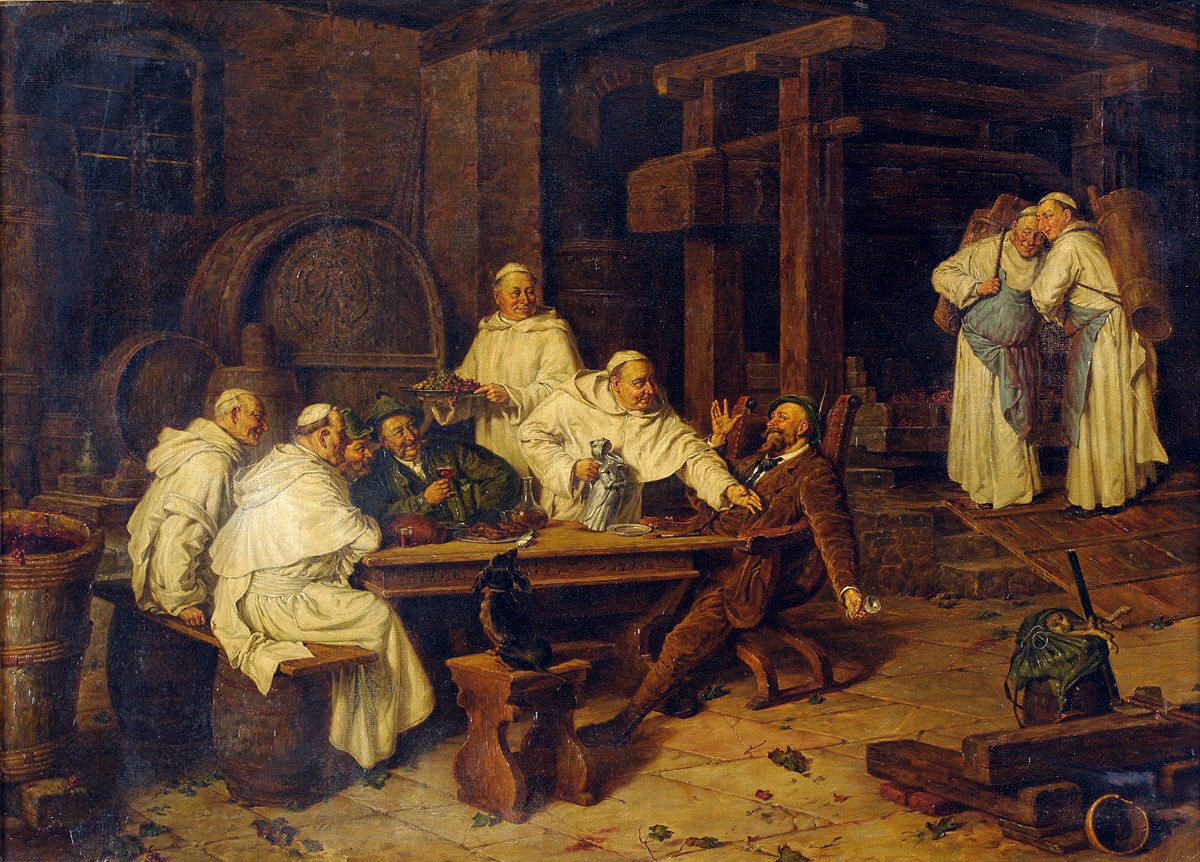
Borkóstolás, 19. századi festmény

Ennek a francia eredetű szőlőfajtának nagyobb termőterülete van a Badacsonyi borvidéken. A zsidó-keresztény rituálék között sok  olyan található, amelynél a bor elengedhetetlen. Ezek közül a rituálék közül a legismertebbek egyike a katolikus szentmise, amelynek egyik fontos kelléke a jó minőségű bor, ami a szerzeteseket arra ösztönözte, hogy jó borászokká is váljanak. A misebornál követelmény, hogy tisztának kell lennie, nem szabad cukrot adni hozzá. Káloczi Kálmán a Balaton Világörökségéért Alapítvány kurátora a Szürkebarát bor elnevezéséről című írásában megjegyzi, hogy „A borászatok  közül  sokan, borismertetőikben a szürkebarát nevét helytelenül a cseri barátokkal, mint szürke csuhát viselő szerzetesekkel hozzák összefüggésbe”. Rámutat arra, hogy a badacsonyi Esterházy szőlőbirtok volt az 1930-as években a Balaton-felvidék legnagyobb szőlőbirtoka a Pálos rend Magyarországra való visszatértével egy időben (Több sikertelen kísérlet után lengyel pálosok segítségével 1934-ben Budán birtokba vehették a Gellért-hegyi Sziklatemplomot), az Esterházy Hitbizomány főintézője, Krassay Vilmos adta a  bornak a »Szürkebarát« nevet. P. Bátor Botond OSPPE pálos tartományfőnök a „Pálosok nyomában” című ismertetőjében így ír erről : „1263‐ban keletkezett a badacsonytomaji pálos kolostor, mely mellett lévő kút forrásvize ma is csordogál, szívesen isznak belőle az arra járó turisták, zarándokok. Ennyi maradt az egykori épületből. Vélhetően a pálos barátok itt termelték azt a szőlőt, melyből a Badacsonyi Szürkebarát bor készült. A pálosok kezdetben ugyanis szürke csuhában jártak, amelyet csak 1341‐ben váltottak fehérre, hogy megkülönböztessék magukat a kóbor barátoktól, akiknek szintén szürke volt a ruhájuk, és némely esetben pálosoknak adták ki magukat.”
Mindenesetre az is érdekes tény, -- a fentieknek némileg ellentmondva -- hogy a kolozsmonostori Gazdasági Tanintézet értesítőjében 1888-ban beszámolnak, hogy "A táblákban az alkalmazott szőlőfajok: szürkebarát, oporto, piros tramin, rajnai rizling, piros malvázs, fekete és fehér burgundi és 1 tábla amerikai riparja. "  Ez az adat és a következő évek hasonló előfordulásai (ugyanott) arra utalnak, hogy a szürkebarátnak nevezett szőlő és ezen elnevezése is ismert volt pl. Erdélyben is az 1880-as években. Bárhogy is történt, nagyon valószínű, hogy a szőlő- és bornév németben korábban elterjedt szóhasználat, a Grauer Mönch [szürke szerzetes v. barát] tükörfordítása volt, mert  az eredeti francia névben a "pinot" elnevezés valószínűleg a francia "fenyő" (pin) szóból ered, utalva a szőlőfürtök alakjára. Tehát a név, a szürkebarát nem a franciából jöhet,  hanem annak német változatából.

## Hasonnevei
- Pinot Grigio (Olaszország)

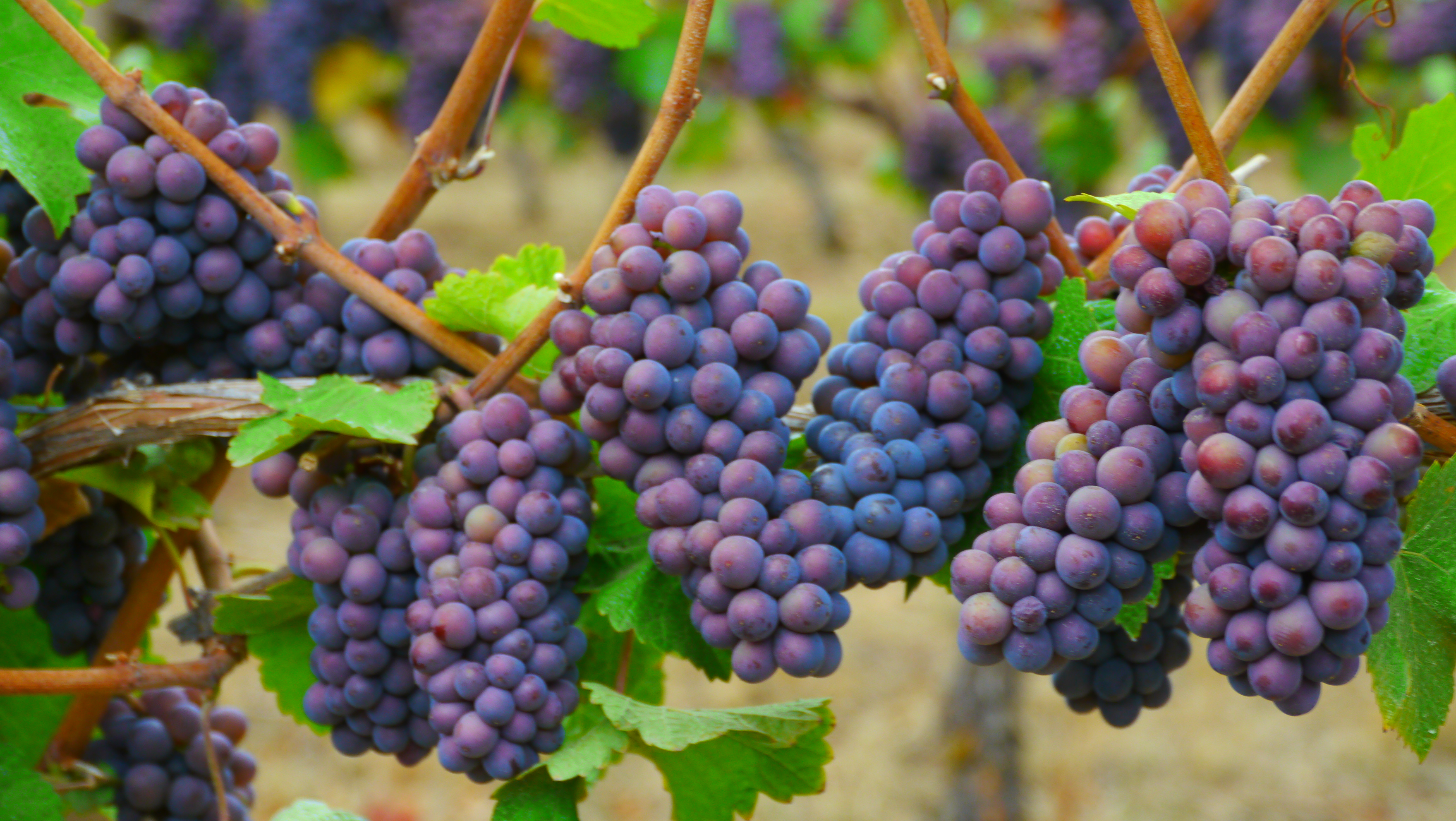
A szürkebarát, azaz a pinot gris szőlő fürtjei, a pinot noir francia eredetű, világfajta borszőlő mutációja

- Pinot Beurot (Loire-völgy, Franciaország)
- Ruländer (Ausztria, Németország, Románia – édes)
- Grauburgunder vagy Grauer burgunder (Ausztria és Németország – száraz)
- Grauklevner (Németország)
- Malvoisie (Loire-völgy, Franciaország és Svájc)
- Tokay d'Alsace (Elzász) (az EU szabályai miatt átnevezik)
- Auxerrois Gris (Elzász)
- Fromentau (Languedoc, Franciaország)
- Fromentot (Franciaország)
- Fauvet (Franciaország)
- Gris Cordelier (Franciaország)
- Grauer Mönch (Németország)
- Monemvasia (Görögország)[19]
- Crvena Klevanjka (Horvátország)
- Sivi Pinot (Szlovénia)

## Borstílusok
A Wine Enthusiast magazin több szürkebarát borstílust különböztetett meg (a magyar borokat nem vette bele az osztályozásba):
- Pinot Grigio stílusa: könnyű, világos színű, savas.
- Oregon stílus: közepes testesség, sárgától a rézszínűig terjedő árnyalatok, erős, teljes, élénk ízek körte, alma és dinnye aromával.
- Elzászi stílus: közepesen testes, vagy testes, gazdag, majdnem olajos viszkozitású, kevésbé gyümölcsös ízű az oregoninál; hosszú élettartamú bor, ami sokféle ételhez ajánlható.
- Német stílus: közepesen testes, vagy testes; meglehetősen édes, de jó savassága ezt ellensúlyozza.